# الصرخة (شعار)
الصرخة هي الشعار السياسي لحركة أنصار الله الحوثيون، وهي منظمة سياسية وعسكرية إحياء شيعية زيدية في اليمن ، والذي ينص على " الله أكبر ، الموت لأمريكا ، الموت لإسرائيل ، اللعنة على اليهود ، النصر للإسلام" في لافتة عمودية. غالبًا ما يتم طباعتها على خلفية بيضاء، مع كتابة العبارات الإسلامية باللون الأخضر، وتظهر العبارات حول أعداء المجموعة بخط أحمر يشبه الأسلاك الشائكة .

## التصميم والرمزية
على غرار شعار الثورة الإيرانية، فإن شعار أنصار الله الحوثيون المسمى بـ"الصرخة" هو: "الله أكبر، الموت لأمريكا، الموت لإسرائيل، اللعنة على اليهود، النصر للإسلام".
لم تكن الصرخة مرتبطة في الأصل بحركة أنصار الله الحوثيون، وأصلها الدقيق محل نزاع. تم ترديد الشعار لأول مرة في مدرسة الإمام الهادي في رازح بصعدة في يناير 2002، على الرغم من أنه يزعم أن زعيم الحركة آنذاك، حسين الحوثي، استخدمه بعد أن رأى لقطات لمقتل الشاب الفلسطيني محمد الدرة خلال الانتفاضة الثانية في عام 2000.
تُطبع اللافتات التي تحمل شعار الصرخة على خلفية بيضاء، مع النص المكتوب باللونين الأحمر والأخضر؛ وتُلوَّن التصريحات المؤيدة للإسلام باللون الأخضر، بينما تظهر التصريحات حول أعدائهم، الولايات المتحدة، وإسرائيل، واليهود، بخط أحمر يشبه الأسلاك الشائكة. إن المشاعر المعادية لأمريكا في الشعار كانت نتيجة لاستياء أنصار الله الحوثيون من الحرب الأمريكية على الإرهاب حيث اعتبروا مشاركة الرئيس علي عبد الله صالح في الحرب بمثابة موافقة على "احتلال واستعمار أمريكا للشرق الأوسط". وأشار حسين الحوثي خلال خطبة في يناير 2002 إلى أنه أدرج اليهود في الشعار لأنهم "هم الذين يحركون هذا العالم" وفي خطبة أخرى قال إن المسلمين "لن يخلصوا من شر اليهود إلا باستئصالهم والقضاء على كيانهم [إسرائيل]".

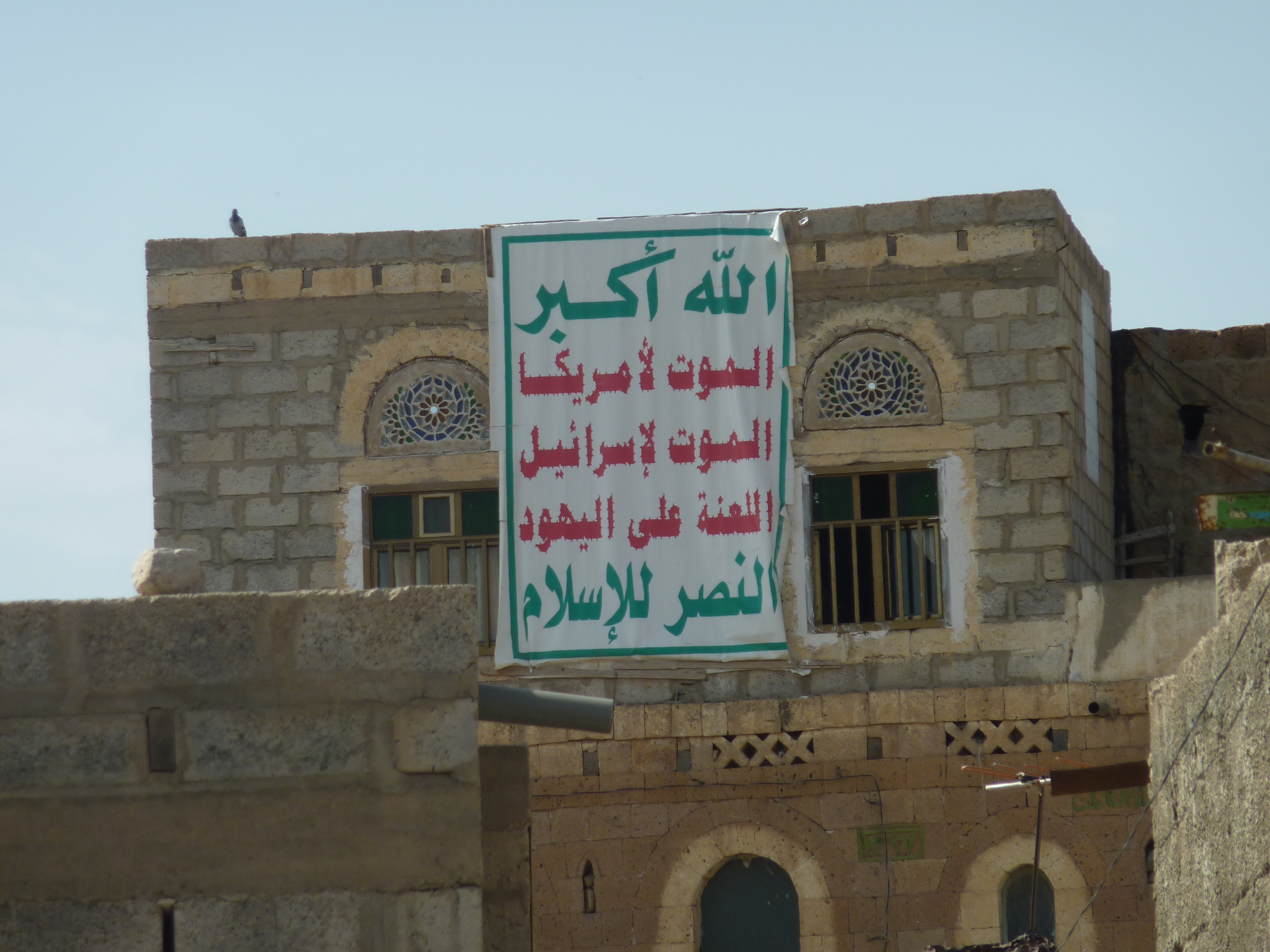
مبنى في ذمار حاملاً شعار أنصار الله الحوثيون

## تاريخ
أصبح هذا الشعار في نهاية المطاف رمزاً للاحتجاج العام ضد دكتاتورية الرئيس اليمني علي عبد الله صالح . وقد تم استخدامه على نطاق واسع لأول مرة أثناء زيارة صالح إلى صعدة في يناير/كانون الثاني 2003. وكان من المقرر حينها أن يلقي الرئيس خطابا خلال صلاة الجمعة، لكن صوته غمره وسط هتافات السكان المحليين احتجاجا على سياساته. وردت الحكومة اليمنية بحملة صارمة، وتم اعتقال 600 شخص لاستخدامهم هذا الشعار. وهذا ما زاد الطين بلة، وانتشر هذا الشعار في شمال اليمن.
وقد تبنت حركة أنصار الله الحوثيون هذا الشعار رسميًا في أعقاب الغزو الأمريكي للعراق عام 2003 والذي أُدين على نطاق واسع. وقد أدى هذا إلى تصادم الحركة مع الحكومة، حيث حافظت الحكومة على سياستها الرسمية المؤيدة لأميركا على الرغم من المعارضة العامة. لقد تم حظر هذا الشعار. ورفض الحوثيون إلغاءه، بحجة أن دستور اليمن يحمي حرية التعبير. وبحلول عام 2004، تكثفت الحملات القمعية ضد الشعار وكذلك حركة أنصار الله الحوثيون. وقد تم سجن العديد من الحوثيين وحتى تعذيبهم بسبب استخدامهم له. وأدى الصراع بين أنصار الله الحوثيون والحكومة في نهاية المطاف إلى اندلاع حروب صعدة .
وعلى الرغم من الدلالات الدينية لشعارهم، فإن أنصار الله الحوثيون يعرّفون أنفسهم كمجموعة قومية يمنية تعارض اضطهاد جميع اليمنيين، بما في ذلك المسلمين السنة، من قبل الأجانب. على الرغم من أن الشعار هو الرمز الأكثر بروزًا لحركة أنصار الله الحوثيون، والذي غالبًا ما يتم عرضه على اللافتات والأعلام، فإن أنصار الله الحوثيون يعرضون أيضًا العلم اليمني المعتاد كرمز للتجمع.

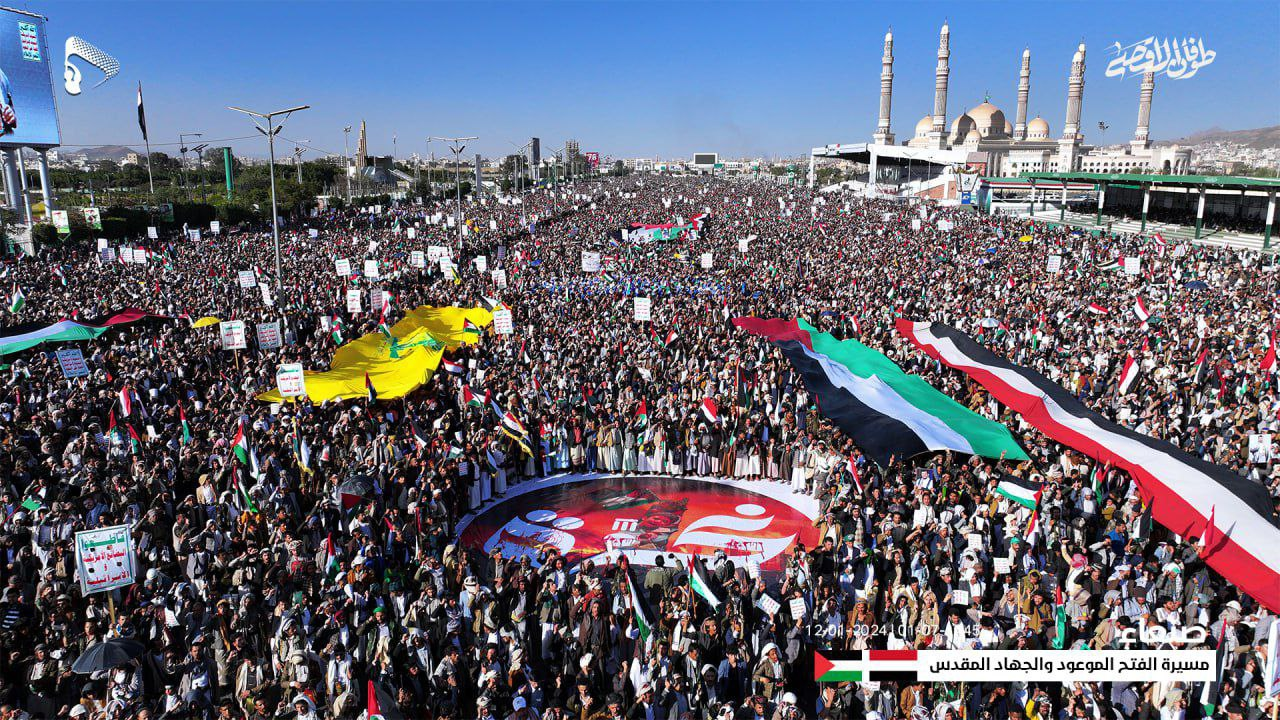
احتجاجات في صنعاء باليمن عقب هجمات صاروخية 2024

ويقول أنصار الحركة إن غضبهم على الولايات المتحدة وإسرائيل موجه نحو حكومتي البلدين. رفض علي البخيتي ، المتحدث الرسمي والوجه الإعلامي الرسمي للحوثيين، التفسير الحرفي للشعار بقوله في مقابلة: "نحن لا نريد الموت لأحد حقًا. الشعار ببساطة ضد تدخل تلك الحكومات [أي الولايات المتحدة وإسرائيل] ". في محطات التلفزيون والإذاعة العربية التابعة للحوثيين، يستخدمون دلالات دينية مرتبطة بالجهاد ضد إسرائيل والولايات المتحدة.
في أبريل/نيسان 2016، خلال محادثات السلام التي توسطت فيها الأمم المتحدة في الكويت ، قدم ممثلو أنصار الله الحوثيون للولايات المتحدة "اعتذارًا صادقًا" عن شعار "الموت لأمريكا"، زاعمين أن الشعار استُخدم "للاستهلاك المحلي كوسيلة لجذب الدعم في الشوارع وخلق قضية مشتركة بين مؤيديهم للحفاظ على وحدتهم".
خلال أزمة البحر الأحمر ، كان أنصار حركة أنصار الله الحوثيون يلوحون بعلم فلسطين كل يوم جمعة أثناء الإبادة الجماعية في غزة والهجمات المناهضة للغرب على المظاهرات اليمنية ، إلى جانب شعار وعلم اليمن. وظهر شعار حوثي جديد بعد إعادة تصنيف الجماعة كمنظمة إرهابية: "أمريكا أم الإرهاب" على خلفية حمراء.